# Thulo Ranchobe
Thulo Ranchobe (ur. 18 lutego 1983 w Mohale’s Hoek) – sotyjski piłkarz występujący na pozycji prawego pomocnika.

## Kariera klubowa
W latach 2003–2007 Ranchobe grał w klubie Lesotho Defence Force FC. W latach 2007–2008 występował w tunezyjskim US Monastir. W 2011 przeszedł do Lesotho Correctional Services FC.

## Kariera reprezentacyjna
Ranchobe był reprezentantem Lesotho. W latach 2003–2013 rozegrał w nim 23 meczw i strzelił 4 gole. W swojej karierze brał między innymi udział w Pucharze COSAFA, w latach 2003, 2005 oraz 2006. Pierwszego gola w reprezentacji zdobył podczas towarzyskiego meczu z Suazi, który rozgrywany był 1 czerwca 2005 roku w Maseru. Thulo strzelił bramkę w 19 minucie i tym samym otworzył wynik spotkania. W 43 minucie ponownie wpisał się na listę strzelców. Ostatecznie mecz skończył się wynikiem 4:3 dla Suazi.